# Billy Bishop
Billy Bishop, nome completo William Avery Bishop (Owen Sound, 8 febbraio 1894 – Palm Beach, 11 settembre 1956), è stato un aviatore canadese.
Maresciallo dell'aria, fu il più grande asso dell'aviazione canadese. Ottenne 72 vittorie al suo attivo.
A lui è intitolato l'Aeroporto di Toronto-City.

## Biografia
Billy Bishop nacque a Owen Sound, nell'Ontario, l'8 febbraio 1894, da William A. e Margaret Bishop.
Frequentò la Beech Street School, ed in seguito iniziò a studiare all'Owen Sound Collegiate Institute. Nel 1911 entrò nel Collegio Reale Militare Canadese, a Kingston, spinto anche dai genitori a causa dei suoi scarsi risultati negli studi.

### La Prima guerra mondiale
Allo scoppio della prima guerra mondiale abbandonò il collegio al suo ultimo anno e si arruolò nel Canadian Army, dove venne assegnato al Mississauga Horse, reggimento di cavalleria dell'esercito canadese. Quando il reggimento partì Bishop era malato, quindi una volta guarito venne trasferito al 7th Canadian Mounted Rifles (settimo Fucilieri a Cavallo), reparto di fanteria montata del Canadian Army. Partì per l'Inghilterra nel giugno 1915 a bordo della nave Caledonia. Dopo poche settimane decise di fare domanda per diventare osservatore nei Royal Flying Corps, in quanto avrebbe dovuto attendere almeno sei mesi prima di potersi arruolare come pilota.

#### Gli inizi

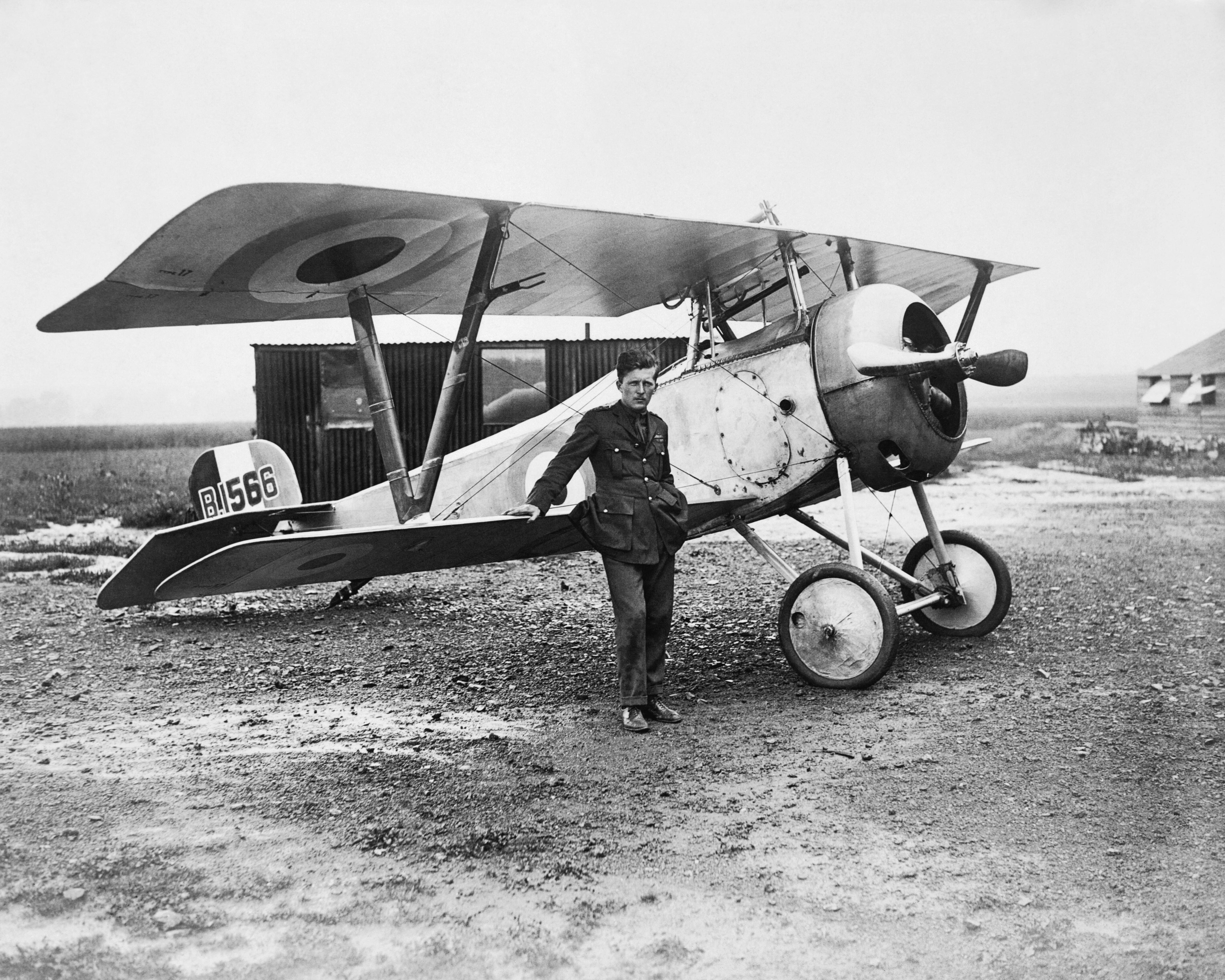
Bishop davanti al suo Nieuport 17.

Iniziò come ufficiale osservatore nel No. 21 Squadron RFC (21º Squadrone) e venne inviato in Francia. Nel gennaio 1916 cominciò a volare in territorio nemico: nella sua prima missione di ricognizione su un biposto Royal Aircraft Factory R.E.7, pilotato da Roger Neville, dovette localizzare la posizione di un pezzo di artiglieria tedesco, così da poterne comunicare le coordinate all'artiglieria inglese. Nell'aprile dello stesso anno riportò una grave ferita al ginocchio in un incidente aereo. Per guarire completamente impiegò circa cinque mesi, che passò prima a Londra, poi in Canada, e poi nuovamente in Inghilterra. A fine estate Bishop venne accettato come pilota ed iniziò l'addestramento, prima ad Oxford alla School of Military Aeronautics, poi alla Upavon Flying School. Divenuto a tutti gli effetti un pilota a novembre 1916, dopo un breve periodo in cui fu impiegato per pattugliare i cieli di Londra richiese di essere trasferito in Francia, e nel marzo 1917, si aggregò al No. 60 Squadron RFC per combattere al fronte a bordo di un Nieuport 17, un aereo leggero e facilmente governabile armato solo con una mitragliatrice Lewis posizionata sopra l'ala. Le sue prime esperienze non furono positive per via di alcuni problemi durante le missioni, tanto che gli fu comunicato che sarebbe stato rispedito alla scuola di addestramento non appena fosse arrivato un pilota per sostituirlo, ma il 25 dello stesso mese abbatté il suo primo aereo nemico in una missione vicino a Saint-Léger. Nel combattimento venne colpito anche Bishop, che riuscì ad atterrare nella terra di nessuno tra le linee francesi e tedesche, luogo in cui passò tutta la notte per poi riuscire a tornare in territorio alleato. Questa sua prima vittoria gli consentì di rimanere al fronte. Alla fine di aprile arrivò ad un totale di 17 nemici abbattuti, cosa che gli valse la Croce Militare e la promozione al grado di capitano.
Nei mesi successivi Bishop iniziò a volare in missione da solo, preferendo operare in solitaria piuttosto che al comando di un gruppo. Il 7 maggio partì per l'Inghilterra dove passò un breve periodo, dopo aver ottenuto altre quattro vittorie.

#### Dietro le linee nemiche
Tornato in Francia, accettò di prendere parte ad una pericolosa missione dietro le linee nemiche, che svolse da solo e con successo il 2 giugno 1917, e per la quale venne decorato con la Victoria Cross, la più prestigiosa medaglia al valor militare del Commonwealth e del Impero Britannico, per la prima volta conferita ad un aviatore canadese.
Partito alle 3:57 del mattino, Bishop avrebbe dovuto effettuare un attacco a sorpresa ad un aerodromo tedesco. Dopo alcune difficoltà di orientamento dovute alle nuvole ed alla fitta nebbia, si ritrovò su un aeroporto nemico apparentemente deserto. Deciso a proseguire la missione giunse ad un secondo aerodromo, nel quale erano presenti equipaggi ed aerei che si stavano preparando a decollare. Bishop decise di attaccare, sparando sugli aerei fermi a terra. In breve tempo la contraerea tedesca iniziò a bersagliarlo, ma prima di ritirarsi e tornare in territorio alleato riuscì comunque a distruggere alcuni aeroplani nemici mentre stavano prendendo il volo.

#### L'ultimo anno di guerra
Nei mesi successivi continuò a combattere in diverse missioni e ottenendo altre vittorie, fino ad agosto.
Nell'autunno 1917 tornò in Canada dove fu accolto come un eroe, e si sposò con Margaret Burden, sorella dell'asso Henry Burden. Nell'aprile 1918 venne promosso maggiore, e gli fu affidato l'85º squadrone, con il quale tornò a combattere in Francia il 22 maggio dopo aver selezionato i migliori piloti per comporre la sua squadra; in poche settimane conquistò altre 17 vittorie. A metà giugno fu richiamato in patria dal governo canadese, che temeva che una sua eventuale sconfitta avrebbe avuto un grave impatto sull'opinione pubblica del paese e sul morale delle truppe al fronte. Bishop, che sarebbe dovuto partire la sera del 19 giugno, in disaccordo con la decisione dell'alto comando, decise di combattere un'ultima volta con il suo aereo la mattina del giorno stesso, ed in soli 15 minuti abbatté 5 aerei nemici.
Tornato in Inghilterra fu promosso tenente colonnello e gli furono affidati incarichi di comando legati all'organizzazione della Royal Canadian Air Force fino a quando non fu congedato a fine 1918.
In totale Bishop ottenne 72 vittorie confermate, più altre probabili non riconosciute; questo lo pone al secondo posto tra tutti i piloti Alleati dopo il francese René Fonck.

### Dopo la Grande Guerra
Nel 1919 Bishop fece una serie di conferenze dedicate alla sua esperienza in guerra. Inoltre lavorò per pochi anni come pilota civile in una compagnia creata in collaborazione con George Barker, anch'egli asso decorato con la prestigiosa Victoria Cross. La Bishop-Barker Aeroplanes Limited, che si occupava di trasportare passeggeri da Toronto a Muskoka, ebbe vari problemi economici e legali, ed in seguito ad un incidente aereo chiuse nel 1921. Nello stesso anno Bishop si trasferì in Inghilterra con tutta la famiglia. Tuttavia, nonostante avesse ottenuto un discreto successo come asso ed eroe di guerra in Gran Bretagna, nel 1929 dovette tornare in Canada a causa della crisi del 1929, che aveva colpito duramente la sua famiglia.
Durante la seconda guerra mondiale collaborò con l'esercito canadese per il reclutamento e l'addestramento di piloti, incarico in cui si impegnò così a fondo che iniziò ad avere problemi di salute, principalmente dovuti ad ansia e stress. Nel novembre 1942 mentre teneva un discorso a Hamilton si sentì male e venne portato all'ospedale, dove venne operato per una infiammazione al pancreas. Riprese il suo incarico solo nel marzo 1943. Partecipò anche al film propagandistico Captains of the Clouds, dedicato alla Reale Aeronautica militare canadese, interpretando se stesso. Dopo il D-Day vennero interrotti i reclutamenti dell'aeronautica canadese, e Bishop chiese quindi di venire sollevato dalla sua occupazione entro fine anno.
Dopo la fine della guerra Bishop tornò a Montreal, dove si dedicò principalmente ad altri tipi di attività, indossando l'uniforme solo in occasioni speciali.
Nel 1950, allo scoppio della Guerra di Corea, si offrì per tornare a lavorare per la RCAF, ma a causa delle sue condizioni di salute non venne approvato e dovette rinunciare.
L'11 settembre 1956 morì nel sonno in Florida.

## Onorificenze
Bishop ha ricevuto un gran numero di onorificenze militari, molte delle quali in seguito a missioni aeree, per un totale di 16 decorazioni:
- Military Cross
- Distinguished Flying Cross
- 1914-1915 Star
- British War Medal
- 1939-1945 War Medal
- George V Jubilee Medal
- George VI Coronation Medal
- Elizabeth II Coronation Medal
- Efficiency Decoration
- Chevalier de la Légion d'Honneur
- Croix de Guerre avec Palmes

## Vita privata
Billy Bishop sposò Margaret Burden il 17 ottobre 1917. Da lei ebbe due figli, William Arthur Christian Avery e Margaret Marise, che divennero entrambi aviatori. William combatté come pilota nella RCAF nel 1944 e dopo la Seconda guerra mondiale divenne giornalista e scrittore. Margaret fu una operatrice radio durante la guerra. Sono morti entrambi nel 2013.

## Controversie
Nel 1982 è uscito un documentario su Billy Bishop, The Kid Who Couldn't Miss, diretto da Paul Cowan. Il film metteva in discussione alcune delle imprese dell'asso, dichiarando che Bishop, essendo stato inviato più volte in missione da solo, aveva mentito su ciò che effettivamente era successo in combattimento. In particolar modo si concentrò sulla missione dietro le linee nemiche, che valse a Bishop la Victoria Cross, affermando che il pilota si era inventato gran parte degli eventi accaduti e che addirittura avesse sparato volontariamente al proprio aereo per simulare un danno da combattimento. Tutto questo scatenò diverse polemiche, e venne costituita una commissione dal Senato per approfondire la questione. Fu scoperto che il film riportava molte imprecisioni e diversi errori, ma allo stesso tempo fu impossibile dimostrare con certezza che la totalità dei rapporti fatti da Bishop dopo le sue missioni fossero veritieri.
Il raid del 2 giugno 1917 venne messo in discussione anche da Bereton Greenhous, nel suo The Making of Billy Bishop pubblicato nel 2002, tuttavia alcuni storici tra cui David Bashow e Peter Kilduff si sono opposti alle sue tesi. Nei suoi ultimi anni di vita, Bishop stesso aveva ammesso di aver talvolta cercato di romanzare le sue imprese, specialmente quando le raccontò nel suo libro Winged Warfare, tuttavia secondo Bashow i suoi rapporti ufficiali sono sempre stati redatti dall'asso in modo professionale, in alcuni casi anche sminuendo le sue azioni.